# Erissus validus
Erissus validus là một loài nhện trong họ Thomisidae.
Loài này thuộc chi Erissus. Erissus validus được Eugène Simon miêu tả năm 1895.